# Tháng 6 năm 2020
Trang này dành cho tin tức về các sự kiện xảy ra được báo chí thông tin trong tháng 6 năm 2020. Tháng này, sẽ bắt đầu vào thứ hai, và kết thúc vào thứ ba sau 30 ngày.

## Thứ 2 ngày 1
- Cái chết của George Floyd
  - 40 thành phố trên khắp Hoa Kỳ áp đặt lệnh giới nghiêm vào ban đêm để dập tắt bạo lực từ các cuộc biểu tình. (CNN)
  - Cảnh sát nổ súng vào một nhóm người biểu tình ở Louisville, Kentucky, giết chết một người đàn ông. (CNN)
  - Hai người biểu tình bị bắn và giết trong cuộc bạo loạn ở Davenport, Iowa. Trong một sự cố riêng biệt, một chiếc xe cảnh sát bị phục kích, dẫn đến thương tích của một cảnh sát viên. (The Des Moines Register)
  - Các nhóm da trắng cực hữu như Boogaloo hay Three Percenters cũng trà trộn vào các cuộc biểu tình để đốt phá gây náo loạn.  (Spiegel), (Raw Story),  (MPRNews)
  - Phóng viên không biên giới đổ trách nhiệm cho  Tổng thống Donald Trump về các cuộc tấn công vào các nhà báo trong các cuộc biểu tình. Sự tàn bạo chưa từng thấy mà cả cảnh sát và người biểu tình đã tấn công các phóng viên trong vài ngày qua là kết quả của những lời nói thù địch của ông ta đối với báo chí. (FAZ)
  - Khám nghiệm tử thi độc lập kết luận George Floyd chết vì "nghẹt thở do áp lực duy trì" và rằng "đè ép lên cổ và lưng dẫn đến thiếu máu chảy lên não" và Floyd đã chết tại hiện trường lúc bị bắt và không phải ở bệnh viện, mâu thuẫn với báo cáo của pháp y quận Hennepin, tiểu bang Minnesota.  (USA Today)
- Trong cuộc viếng thăm London, và hôm sau trên truyền thông Mỹ, ngoại trưởng Mỹ Pompeo khẳng định đảng Cộng sản Trung Quốc đang trở thành mối đe dọa cho nền dân chủ và các giá trị phương Tây. (RFI), (SCMP)
- Lần đầu tiên sau ba thập kỷ, người dân Hồng Kông không được phép tưởng niệm những nạn nhân của cuộc đàn áp đẫm máu phong trào dân chủ ở Trung Quốc vào ngày 4 tháng 6 năm 1989 với lý do quy định về khoảng cách trong thời đại dịch Coronavirus.  Các năm trước đã có hơn trăm ngàn người tham dự vào cuộc tưởng  niệm. (Spiegel)
- Tổng thầu chưa xác định được mốc thời gian hoàn thành dự án đường sắt Cát Linh - Hà Đông, mà đòi thêm 50 triệu USD để thực hiện công tác vận hành hệ thống và thanh toán toàn bộ trước khi bàn giao.  (Tuổi Trẻ),  (Người Việt)

## Thứ 3 ngày 2
- Một người Việt tình nghi là người tổ chức mạng lưới buôn người đã bị bắt tại Đức. Đây là một thanh niên 29 tuổi, bị bắt trong khuôn khổ một lệnh bắt giữ châu Âu do Pháp ban hành. Một nguồn tin tư pháp tiết lộ với AFP rằng người này "có thể là người đứng đầu mạng lưới trên đất Pháp". (RFI)
- Cái chết của George Floyd
  - Ben Crump, luật sư của gia đình George Floyd, cho biết việc khám nghiệm tử thi độc lập được công bố hôm nay cho thấy các cảnh sát khác có liên quan cũng trực tiếp chịu trách nhiệm cho cái chết của Floyd. Theo bác sĩ khám nghiệm, đè ép lên lưng do các cảnh sát quỳ xuống cũng cản trở nhịp thở của Floyd. (CNN)
  - Phê bình về việc Trump tuyên bố sẽ huy động quân đội, thống đốc Illinois, J. B. Pritzker nói, Trump không thể tự động điều động tới các bang, điều đó không hợp pháp. Ông cho là Trump châm thêm lửa vào sự căng thẳng giữa các nhóm dân, "ông ta là một kẻ kỳ thị chủng tộc, ông ta phải bị hạ bệ."  (Spiegel)
  - Các nhà lãnh đạo của Đảng Dân chủ ở Hạ viện và Thượng viện, bà Nancy Pelosi và Chuck Schumer, chỉ trích Trump hâm nóng thêm bất hòa và bạo lực ở nước này. Trong một tuyên bố chung của Pelosis và Schumers, họ nhận định: "Vào thời điểm đất nước chúng ta đang kêu gọi đoàn kết, tổng thống này đang xé nó ra từng mảnh". (Spiegel)
- Tổng thống Philippines Rodrigo Duterte tạm hoãn trong sáu tháng quyết định chấm dứt Thỏa thuận Thăm viếng Quân sự (VFA) với Mỹ.  Bộ trưởng Ngoại giao Teodoro Locsin Jr. nói rằng quyết định này là do "sự phát triển chính trị và các vấn đề khác trong khu vực". (Al Jazeera)

## Thứ 4 ngày 3
- Luật an ninh quốc gia Hồng Kông
  - Thủ tướng Boris Johnson nói rằng Vương quốc Anh sẽ thay đổi luật nhập cư để cho tất cả công dân Hồng Kông đủ điều kiện cho tình trạng BN (O) có thể trở thành công dân Anh, nếu chính phủ Trung Quốc áp dụng luật an ninh mới trên lãnh thổ  đảo này. (BBC)
- Mỹ ngày 2-6 gửi công hàm đến Liên Hợp Quốc bác bỏ yêu sách của Trung Quốc ở Biển Đông, khẳng định yêu sách của Trung Quốc "không phù hợp với luật pháp quốc tế". (Tuổi Trẻ)
- Cái chết của George Floyd
  - Ba cảnh sát viên, Thomas Lane, J. Alexander Kueng và Tou Thao, bị buộc tội hỗ trợ Derek Chauvin và tiếp tay giết người trong cái chết của ông Floyd. (CNBC)
  - Lần đầu tiên lên tiếng về làn sóng biểu tình ở Mỹ, Giáo hoàng Francis nói rằng thế giới không thể làm ngơ trước nạn phân biệt chủng tộc. Tuy nhiên, giáo hoàng cũng lên án bạo lực và kêu gọi tái hòa giải quốc gia ở Mỹ. (Tuổi Trẻ)

## Thứ 5 ngày 4
- Cựu Bộ trưởng Quốc phòng Jim Mattis chỉ trích sự lãnh đạo của tổng thống Trump, cho là trong 3 năm qua ông ta cố gắng chia rẽ người dân Hoa Kỳ. (NYT)
- Ba người đàn ông cư dân Las Vegas, nằm trong phong trào cực đoan cánh Hữu Boogaloo, vừa bị bắt với cáo buộc âm mưu bạo lực và phá hoại trong các cuộc biểu tình phản đối cái chết của George Floyd. (Người-Việt)
- Mặc dù có lệnh cấm, hàng ngàn người dân Hồng Kông đã kéo về công viên Victoria để tưởng niệm vụ thảm sát Thiên An Môn.(Tuổi Trẻ)
- Donald Trump tweet rằng Đảng Cộng hòa sẽ không tổ chức hội nghị toàn quốc tại Charlotte, Bắc Carolina vào tháng 8 này, vì thống đốc bang từ chối đảm bảo hội nghị sẽ được phép bỏ qua các hướng dẫn giãn cách xã hội. (vietnamplus)
- Hai thượng nghị sĩ đảng Cộng Hòa, bà Lisa Murkowski ở Alaska và ông Mitt Romney ở Utah, ca ngợi lời chỉ trích Tổng thống Donald Trump của cựu Bộ trưởng Quốc phòng James Mattis. Murkowski cho biết bà đang có "giằng co" về việc có nên ủng hộ TT Trump tái tranh cử.  (Người-Việt)

## Thứ 6 ngày 5
- Nhật bắt 5 người Việt Nam nghi buôn lậu ma túy Họ đã nhận các kiện hàng từ Việt Nam có thuốc kích thích và thuốc lắc dấu trong các đế giày.  (Người-Việt)
- Sau 32 năm,có mặt ngay từ phút đầu, Lufthansa bị đưa ra khỏi chỉ số DAX, mặc dù được nhà nước hỗ trợ 9 tỷ Euro. Thế chỗ là tập đoàn bất động sản ở Berlin "Deutsches Wohnen". (FAZ)
- Đô Trưởng Muriel Bowser muốn quân đội rút ra khỏi thủ đô Washington D.C.: "Chúng tôi muốn các đơn vị không thuộc địa phương này rút ra khỏi thủ đô." (Người-Việt)
- Ấn Độ và Úc đã ký hai hiệp ước quân sự song phương hôm thứ Năm trong 'bước đầu tiên làm sâu sắc thêm mối quan hệ quốc phòng' giữa hai cường quốc trong khu vực Ấn Độ Dương-Thái Bình Dương. (CNN)
- Số người chết vì COVID-19 tại Vương quốc Anh vượt qua con số 40.000. (The Independent)
- Nói chuyện với các nhân viên của một cơ sở sản xuất gạc cho thử nghiệm Covid-19, Tổng thống Trump bảo thống đốc Dân chủ của bang Maine, Janet Mills,  "Tốt hơn bà nên mở bang ra, Thống đốc." (NYT)
- Một lãnh đạo cao cấp của Twitter nói với Quốc hội Anh, không loại trừ khả năng mạng xã hội này sẽ đình chỉ tài khoản cá nhân của tổng thống Trump, nếu nguyên thủ quốc gia Mỹ tiếp tục đăng những phát biểu kích động bạo lực, vi phạm các quy định của Twitter. (RFI)

## Thứ 7 ngày 6
- Một nhóm khoảng 200 thanh niên đi trên hàng trăm xe gắn máy, cầm theo nhiều loại hung khí, bất ngờ ập vào quán ốc Hương  ở Q.Bình Tân, Sài Gòn,  vào buổi tối 5.6. Các đối tượng này đánh một số khách ngồi trong quán và đập phá đồ đạc. (vietnamnet)
- Hai cảnh sát viên ở thành phố Buffalo đã bị truy tố tội hành hung, sau khi có đoạn video cho thấy họ xô ngã một người đàn ông 75 tuổi, đi biểu tình để phản đối việc ông George Floyd bị giết ở Minnesota, đập đầu xuống vỉa hè.  (Người-Việt)
- Joe Biden viết trên Twitter rằng ông đã  thu được ít nhất 1.991 phiếu đại biểu cần thiết để được đề cử của đảng Dân chủ để giành quyền đại diện cho đảng này tranh chức tổng thống Mỹ với ông Donald Trump trong cuộc bầu cử vào tháng 11. (BBC)
- Cái chết của George Floyd
  - Sau cái chết của George Floyd ở Đức hàng chục ngàn người biểu tình tại 20 thành phố phản đối kỳ thị chủng tộc. Đông nhất là ở München, 25.ngàn, Berlin 15 ngàn, Hamburg 14 ngàn. (Zeit)

## Chủ nhật ngày 7
- Cựu ngôi sao bóng đá Trung Quốc Hác Hải Đông (Hao Haidong), tiền đạo quốc tế ghi bàn nhiều nhất trong lịch sử bóng đá Trung Quốc, đã kêu gọi lật đổ đảng Cộng sản nhân kỷ niệm 31 năm vụ thảm sát Thiên An Môn 1989. (RFI)
- Trung Quốc khuyến cáo công chúng tránh du hành tới Úc, dẫn ra lí do là tình trạng kỳ thị chủng tộc và bạo lực liên quan đến đại dịch virus corona mới. (VOA)
- Ông Hàn Quốc Du, người thất bại trước bà Thái Anh Văn trong cuộc bầu cử tổng thống đầu năm, chính thức mất chức thị trưởng Cao Hùng sau khi hơn 900.000 cư dân bỏ phiếu bãi nhiệm ông. (vnExpress)
- Cuộc khủng hoảng corona khiến ngoại thương của Trung Quốc tụt dốc, xuất khẩu giảm 9,3% trong tháng Năm. Nhập khẩu thậm chí giảm 16,7% so với năm trước. Tuy vậy họ vẫn đạt được thặng dư kỷ lục. (Spiegel)

## Thứ 2 ngày 8
- Quốc hội VN chấp thuận Hiệp định thương mại tự do giũa Liên minh Âu Châu và VN (EVFTA). Hiệp định sẽ có giá trị từ ngày 1 tháng 8, có điều khoản là có thể bị đình chỉ nếu tình trạng nhân quyền Việt Nam xấu đi nhiều. Quốc hội cũng thông qua Nghị quyết phê chuẩn gia nhập Công ước số 105 của Tổ chức Lao động Quốc tế về xóa bỏ lao động cưỡng bức. (FR), (Vietstock)
- Cựu Ngoại trưởng Hoa Kỳ Colin Powell nói sẽ bỏ phiếu cho Joe Biden trong cuộc bầu cử tổng thống Mỹ tháng 11.  Ông cũng chỉ trích Trump không tuân thủ hiến pháp và trở nên "nguy hiểm cho nền dân chủ của chúng ta, nguy hiểm cho đất nước chúng ta", "Ông ta nói dối về mọi thứ mà không bị trừng phạt." (Welt)
- Biểu tình George Floyd
  - Một nhóm người, trong số 10.000 người biểu tình tập trung tại thành phố Bristol, Anh, đã diễu hành đến nơi đặt bức tượng nhà buôn nô lệ người Anh ở thế kỷ 17 Edward Colston, kéo nó ra khỏi bệ đá, sau đó mang bức tượng đến bến cảng gần đó và ném nó xuống sông. (vnExpress)
  - Một người đàn ông lái ôtô lao vào đám đông biểu tình ở thành phố Seattle trước khi ra khỏi xe và nổ súng, khiến một số người bị thương. (vnExpress)

## Thứ 3 ngày 9
- Biểu tình George Floyd
  - Các nghị sĩ hàng đầu đảng Dân chủ quỳ và mặc niệm trong 8 phút 46 giây trước khi trình dự luật cải cách cảnh sát tại Hạ viện Mỹ. (vnExpress)
- Đại dịch COVID-19
  - Nghiên cứu của Trường Y, Đại học Harvard, sử dụng ảnh vệ tinh và xu hướng tìm kiếm trên mạng cho thấy Covid-19 có thể đã lây lan ở Trung Quốc từ tháng 8/2019. (vnExpress)
- Đức
  - Theo Giáo sư Thomas Feltes về Tội phạm học, chính sách hình sự và khoa học cảnh sát tại Đại học Ruhr Bochum, có khoảng từ 15-20 %  người Đức theo chủ nghĩa dân túy cánh hữu, phân biệt chủng tộc, chống Hồi giáo và chống Do Thái. (Welt)

## Thứ 4 ngày 10
- Biểu tình George Floyd
  - Tổng thống Trump tweet một thuyết âm mưu là "Người biểu tình tại Buffalo bị cảnh sát đẩy ngã có thể là một kẻ kích động thuộc nhóm Antifa". Người đàn ông 75 tuổi hiện đã ra khỏi khu chăm sóc đặc biệt nhưng vẫn còn nằm trong bệnh viện. (vnExpress),  (ABC)
- Liên minh châu Âu (EU) chính thức lên tiếng tố cáo Trung Quốc và Nga tổ chức chiến dịch thông tin sai lệch về virus corona và dịch COVID-19 nhằm làm suy yếu nền dân chủ châu Âu. (Tuổi Trẻ)
- Chính phủ Đức xác nhận Washington đã thông báo với họ về kế hoạch xem xét cắt giảm số lính Mỹ đồn trú tại Đức. Tuần trước báo Wall Street Journal đưa tin Tổng thống Mỹ Donald Trump muốn rút 9.500 quân nhân khỏi Đức. Hiện tại Washington đang duy trì tổng cộng 34.500 lính Mỹ ở Đức. (Tuổi Trẻ)

## Thứ 5 ngày 11
- Biểu tình George Floyd
  - Tuần trước Tổng thống Trump định sa thải Bộ trưởng Quốc phòng Mark Esper do các quan điểm khác nhau của họ trong việc sử dụng quân đội tại ngũ vào vấn đề đối nội, nhưng các cố vấn và đồng minh ở Quốc hội thuyết phục ông ta ngưng chuyện đó. (WSJ)
  - Tổng thống Trump đã từ chối ý tưởng đổi tên các căn cứ quân sự được đặt theo tên các tướng lãnh của Liên minh miền Nam Hoa Kỳ. (BBC)
  - Tượng của Christopher Columbus, một nhân vật gây tranh cãi trong lịch sử của Hoa Kỳ, đã bị hạ bệ, 1 bị mất đầu, 1 bị liệng xuống hồ và 1 bị lật xuống đất. (CNN)
- Vietnam Airlines là hãng hàng không Việt Nam đầu tiên công bố kế hoạch bay quốc tế từ ngày 1-7. Các đường bay sẽ được khai thác trở lại là từ Việt Nam đến Hàn Quốc, Đài Loan, Hong Kong, Thái Lan, Singapore, Lào và Campuchia. (Tuổi Trẻ)
- Zoom khóa tài khoản nhóm hoạt động gốc Hoa ở Mỹ sau khi họ tổ chức một buổi họp trên Zoom để tưởng niệm vụ thảm sát Thiên An Môn. (Tuổi Trẻ)

## Thứ 6 ngày 12
- Biểu tình George Floyd
  - Chủ tịch Hội đồng Tham mưu trưởng Liên quân Mỹ Mark Milley nói ông đã sai khi mặc quân phục rằn ri đi cùng Trump tới nhà thờ giữa biểu tình.  (vnExpress)
  - Tại khu dân cư ngay trung tâm thành phố Seattle, những người biểu tình đặt rào chắn bao quanh và đặt tên nơi đây là "Khu Tự trị Capitol Hill".  (vnExpress), (seattletimes)
- Đại dịch COVID-19, 
  - Twitter xóa hơn 170.000 tài khoản được cho là truyền bá các thông điệp không đúng sự thật ca ngợi chính phủ Trung Quốc, đặc biệt là về Covid-19. (vnExpress)
  - Thủ tướng Úc Scott Morrison tuyên bố: Canberra không sợ Bắc Kinh dùng đòn kinh tế trả đũa Úc vì đã đòi điều tra về nguồn gốc virus corona. (RFI)
  - Nội các Đức quyết định, gia hạn cảnh báo về du hành đối với hơn 160 nước ở ngoài EU cho tới cuối tháng 8. Trong số này có cả Thổ Nhĩ Kỳ. (Welt)
- Trump ký sắc lệnh trừng phạt, hạn chế thị thực những quan chức Tòa án Hình sự Quốc tế điều tra khả năng quân đội Mỹ phạm tội ác chiến tranh. (vnExpress), (Spiegel)

## Thứ 7 ngày 13
- Một ngư dân ở Quảng Ngãi đã trình báo với chính quyền việc tàu đánh cá của ông bị một tàu công vụ Trung Quốc truy đuổi, đâm hỏng và cướp bóc tại vùng biển Hoàng Sa.  (RFI)
- Sau hơn năm tháng xảy ra vụ bố ráp và tập kích vào xã Đồng Tâm, huyện Mỹ Đức, Hà Nội, Công an thành phố Hà Nội đề nghị truy tố 29 người dân ở xã này trong vụ việc mà chính quyền cáo buộc đã "thiêu chết" ba sĩ quan công an trong lực lượng bố ráp ở xã này hôm 09/1/2020. (BBC)
- Công an tỉnh Phú Thọ tiến hành bắt giữ các nhóm đại lý liên quan đến giao dịch tiền trong hệ thống đánh bạc qua mạng Rikvip với tổng số tiền giao dịch lên tới 700 tỷ đồng.  (RFA)
- Sau khi, Chủ tịch Hội Nhà báo Độc lập Việt Nam Phạm Chí Dũng bị bắt vào ngày 21 tháng 11 năm 2019 và vào ngày 23 tháng 5 năm 2020 phó chủ tịch Nguyễn Tường Thụy, đến lượt hội viên Lê Hữu Minh Tuấn.  (RFA)
- Tài xế người Ireland, Ronan Hughes, bị cho là cầm đầu đường dây buôn người, bị dẫn độ về Anh liên quan vụ 39 người Việt chết trong thùng xe lạnh.  (RFA)
- Biểu tình George Floyd
  - Hàng ngàn người cực hữu xuống đường biểu tình để bảo vệ các tương ở London đưa đến đụng độ với cảnh sát và các người biểu tình chống kỳ thị chủng tộc. (Spiegel)

## Chủ nhật ngày 14
- Một thanh niên da màu, Rayshard Brooks, người da màu 27 tuổi, bị bắn chết vì chống trả sĩ quan cảnh sát sau khi bị kiểm tra gần một cửa hàng ăn nhanh ở thành phố Atlanta. (vnExpress)
- Cảnh sát đã bị người biểu tình tấn công sau khi hàng ngàn người của phe cực hữu tụ tập tại London và nói họ tới để bảo vệ các bức tượng trong khu vực. Hơn 100 người bị bắt vì gây rối bạo lực, tấn công cảnh sát, mang vũ khí tấn công, say rượu, gây mất trật tự và mang ma tuý Nhóm A.  (BBC),  (SZ)
- Đại dịch COVID-19. 
  - Một phụ nữ mang thai 8 tháng đã chết trên xe cấp cứu sau khi cô bị nhiều bệnh viện ở Ấn Độ từ chối nhập viện vì nghi ngờ cô mắc COVID-19. (Tuổi Trẻ)
- Một xe bồn chở khí đốt lỏng phát nổ trên đường cao tốc ngoại ô thành phố Ôn Lĩnh, tỉnh Chiết Giang, Trung Quốc, khiến ít nhất 18 người chết và 200 người bị thương, làm các xe chung quanh bị cháy, một số nhà cửa và nhà máy gần đó bị sập, cửa kiếng của những nhà ở xa hơn bị vỡ. (ARD)

## Thứ 2 ngày 15
- Lucia Thảo Hương Simekova, 27 tuổi, là cô gái Việt đầu tiên được chọn vào danh sách Forbes của Slovakia nhờ xây dựng thành công chuỗi nhà hàng Phở. (vnExpress)
- Có bảy sinh viên gốc Việt trong số 1,107 tân sĩ quan tốt nghiệp Học viện Quân sự Hoa Kỳ West Point, New York, hôm Thứ Bảy, 13 Tháng Sáu. (Người Việt)
- Đại dịch COVID-19. 
  - Putin cho rằng việc chính quyền bang và liên bang Mỹ không đồng lòng trong cuộc chiến chống Covid-19 khiến kết quả không tốt như ở Nga. Nga hiện là vùng dịch lớn thứ ba thế giới, với 528.964 ca nhiễm, 8.835 ca nhiễm nCoV mớim trong đó 6.948 người tử vong, tăng 119 ca. Ở Mỹ, số ca nhiễm là 2.161.366  và 117.849 ca tử vong, tăng lần lượt 20.374 và 347 ca trong 24 giờ qua. (vnExpress)
- Viện Nghiên cứu Hòa bình Quốc tế Stockholm (Sipri) cảnh báo: Tất cả các cường quốc hạt nhân đang trong quá trình hiện đại hóa vũ khí hạt nhân của họ. Hiện vẫn còn hơn 13.000 vũ khí hạt nhân trên thế giới.  (SZ)

## Thứ 3 ngày 16
- Chính phủ Đức cởi mở với đề nghị của đảng Xanh bỏ chữ chủng tộc trong hiến pháp Đức. (ARD)
- Đại dịch COVID-19
  - Liên minh tiêm chủng châu Âu gồm Đức, Pháp, Ý và Hòa Lan ký hợp đồng với hãng AstraZeneca để mua 300 triệu lượng thuốc tiêm chủng ngừa COVID-19, mà có thể ra thị trường cuối năm nay. Đây là vắc-xin Covid-19 AZD1222 được Đại học Oxford ở Anh phát triển.  (PZ) Lưu trữ ngày 16 tháng 6 năm 2020 tại Wayback Machine
  - Các nhà khoa học Oxford cho biết, họ đã xác định loại thuốc đầu tiên, dexamethasone, thuốc làm giảm viêm, được chứng minh là làm giảm tử vong những bệnh nhân bị bệnh nặng phải dùng máy thở.  (NYT)
  - Ủy ban giáo dục của Bắc Kinh ra lệnh đóng cửa tất cả trường học của thủ đô sau khi thành phố 21 triệu dân xuất hiện ổ dịch COVID-19 mới. Ngoài ra, Bắc Kinh cũng yêu cầu người dân dừng việc đi du lịch "không thiết yếu" và cấm hoàn toàn những người sống ở khu vực có "nguy cơ trung bình hoặc cao" rời khỏi thành phố vì lo ngại lan truyền dịch bệnh.  (Tuổi Trẻ)
  - Trung Quốc đã ngừng nhập khẩu cá hồi từ các nhà cung cấp châu Âu do lo ngại đầu mối này có thể liên quan ổ dịch mới xuất hiện tại chợ bán sỉ hải sản ở Bắc Kinh. (Tuổi Trẻ)
- Tòa án Tối cao Hoa Kỳ tuyên bố Đạo luật Dân quyền 1964 bảo vệ nhân viên LGBTQ chống lại sự phân biệt đối xử nơi làm việc trên toàn quốc, phán rằng, sa thải nhân viên hoặc không tuyển dụng họ vì xu hướng tính dục hoặc vì giới tính của họ là bất hợp pháp. (LT)
- Giám đốc  của Đài Tiếng nói Hoa Kỳ (VOA) do nhà nước tài trợ, và người phụ tá bà, tuyên bố từ chức giữa lúc căng thẳng với Nhà Trắng. Nhà Trắng đã chỉ trích những bài tường thuật của VOA về đại dịch corona và gần đây đã cáo buộc đài này truyền bá tuyên truyền của Trung Quốc. (Spiegel)
- Triều Tiên xác nhận đã đánh sập hoàn toàn văn phòng liên lạc liên Triều tại Khu công nghiệp Kaesong. Hãng thông tấn KCNA thông báo việc phá hủy văn phòng nhằm cắt đứt hoàn toàn các đường dây liên lạc giữa hai miền Nam - Bắc. (Tuổi Trẻ)
- Tổng thống Mỹ Donald Trump đã xác nhận kế hoạch rút 9.500 lính Mỹ khỏi các căn cứ ở Đức, Ông cáo buộc Đức đã "vi phạm" trong các khoản thanh toán cho Nato, và nói rằng ông sẽ giữ kế hoạch trừ khi Berlin thay đổi hướng đi. (BBC)

## Thứ 4 ngày 17
- Phóng viên không biên giới (RSF) và Ủy ban bảo vệ các nhà báo (CPJ) lên án chính quyền Việt Nam bắt giữ ông Lê Hữu Minh Tuấn, bút danh Lê Tuấn, thành viên thứ ba của Hội Nhà báo Độc lập Việt Nam, bị cáo buộc chống Nhà nước.  (RFI)
- Tàu khảo sát Hải Dương Địa Chất 4 của Trung Quốc đã vào vùng đặc quyền kinh tế của Việt Nam chỉ cách đảo Phú Quý khoảng 182 hải lý và cách bờ biển Việt Nam 200 hải lý gây thêm căng thẳng trên vùng Biển Đông đang tranh chấp. (RFI),  (VOA)
- Đại dịch COVID-19
  - Bắc Kinh đã hủy ít nhất 1.255 chuyến bay (đa số là nội địa) trong sáng 17-6, tương đương gần 70% toàn bộ chuyến bay đến và đi tại các sân bay chính của thành phố này, nhằm ngăn dịch COVID-19 lây lan. (Tuổi Trẻ)
  - Brazil báo cáo thêm 34.918 ca nhiễm, đánh dấu kỷ lục mức tăng hàng ngày, và 1.282 trường hợp tử vong mới trong 24 giờ qua, nâng tổng người nhiễm và tử vong do nCoV toàn quốc lên hơn 923.000 và 45.241. (vnExpress)
  - Chính quyền Đức, xếp Thổ Nhĩ Kỳ cùng với 130 quốc gia khác vào những khu vực có nguy cơ bị nhiễm corona cao. Danh sách, được công bố, cũng bao gồm các điểm đến kỳ nghỉ phổ biến khác cho người Đức như Ai Cập, Thái Lan và Morocco.  (Welt)
  - Bộ trưởng Thương mại Simon Birmingham thông báo là nước Úc sẽ không thể mở cửa biên giới cho hành khách quốc tế trước năm tới, nhưng có thể nới lỏng các điều kiện nhập cảnh đối với sinh viên và những người đến Úc trong một thời gian dài. (RFI)
- Cháu gái của TT Trump, Mary Trump, một nhà tâm lý vừa viết cuốn sách với tựa "Quá nhiều mà không bao giờ đủ: Gia đình tôi tạo ra người nguy hiểm nhất thế giới như thế nào." Theo nhà xuất bản, cuốn sách giải thích cách Donald Trump trở thành người đàn ông "hiện đang gây nguy hiểm cho sức khỏe, an ninh kinh tế và sự đoàn kết xã hội toàn cầu".  (Welt)
- Chính quyền Trump kiện John Bolton, cựu cố vấn an ninh Nhà Trắng, để  ngừng xuất bản cuốn hồi ký rất được mong đợi của ông, nói rằng nó sẽ làm tổn hại đến an ninh quốc gia.  (theguardian)
- Hàng trăm cảnh sát Pháp tiếp tục xuống đường phản đối những cáo buộc kỳ thị và bạo hành. (RFI)

## Thứ 5 ngày 18
- Garrett Rolfe, cảnh sát bắn chết người da màu Rayshards Brooks ở Atlanta hôm 12/6, bị truy tố tội giết người. (vnExpress)
- Bolton nói rằng Tổng thống Trump đã đề nghị lãnh đạo Trung Quốc giúp đỡ để chiến thắng khi tái tranh cử ghế tổng thống năm 2020.  (vnExpress)
- Trả đũa Trump nói trên đài Fox News Bolton đã vi phạm luật, vì đó là những bí mật quốc gia, nói với báo "Wall Street Journal", Bolton là một kẻ nói dối, người mà mội người ở Nhà Trắng đều ghét.  (SZ)
- Tổng thống Donald Trump ký luật kêu gọi chế tài những ai chịu trách nhiệm đàn áp người Hồi Giáo Uighur tại tỉnh Tân Cương, Trung Quốc. (VOA)
- Đại dịch COVID-19
  - Đức sẽ gia hạn lệnh cấm tổ chức những sự kiện lớn đến ít nhất vào cuối tháng 10 để tránh một đợt lây nhiễm COVID mới, Thủ tướng Angela Merkel loan báo ngày 17/6, sau khi nói chuyện với thủ hiến 16 tiểu bang Đức. (VOA)
- Luật an ninh quốc gia Hồng Kông
  - Đại biểu duy nhất của Hong Kong tại quốc hội Trung Quốc, hôm qua cho biết những người vi phạm luật an ninh mới, đặc biệt các trường hợp liên quan đến sự can thiệp của nước ngoài, có thể bị dẫn độ tới Trung Quốc đại lục để xét xử. (vnExpress)
- Viện Chính sách chiến lược Úc (ASPI) nhận định các tập đoàn, tổ chức Nhà nước Trung Quốc đang âm thầm chuyển sang hoạt động ngầm, tăng cường xâm nhập các cộng đồng ở hải ngoại dưới nhiều lớp vỏ bọc khác nhau. (Tuổi Trẻ)

## Thứ 6 ngày 19
- Tổ chức nhân quyền Human Rights Watch (HRW) tố cáo chính quyền Việt Nam đang gia tăng đàn áp các nhà bất đồng chính kiến và hoạt động nhân quyền trước Đại hội Đảng Cộng sản Việt Nam lần thứ 13, dự kiến tổ chức vào tháng 1/2021. (RFI)
- Thủ tướng Úc Scott Morrison cho biết tin tặc có yếu tố nhà nước cố tấn công các cơ quan của Úc trong vài tháng qua và đang tăng cường nỗ lực trong thời gian gần đây. (Tuổi Trẻ), (Spiegel)
- Trung Quốc đã dừng vụ kiện tại tổ chức này liên quan đến yêu cầu được công nhận là nền kinh tế thị trường, đồng nghĩa với việc nước này sẽ phải chấp nhận việc EU và Mỹ tiếp tục áp thuế "chống bán phá giá" lên hàng hóa giá rẻ của mình.  (thoibaotaichinhvietnam) Lưu trữ ngày 30 tháng 1 năm 2020 tại Wayback Machine
- Mạng xã hội Facebook đã cho gỡ bỏ các quảng cáo chiến dịch vận động tranh cử của Donald Trump, có mang một biểu tượng được Đức Quốc Xã sử dụng trong Đệ Nhị Thế Chiến. (RFI)
- Ngoại trưởng Mỹ Pompeo cho rằng hồi ký sắp phát hành của cựu cố vấn an ninh quốc gia Bolton là bịa đặt và gọi ông là "kẻ phản bội".  (vnExpress),  (CNN)
- Theo yêu cầu của các nước châu Âu, Liên minh Bắc Đại Tây Dương NATO đã quyết định điều tra về thái độ « hung hăng » của Thổ Nhĩ Kỳ chống lại việc khám xét các tàu bị tình nghi vi phạm lệnh cấm vũ khí do Liên Hợp Quốc ban hành nhằm chắm dứt cuộc xung đột ở Libya.  (RFI)
- Đại dịch COVID-19
  - Mỹ báo cáo 2.259.989 ca nhiễm và 120.543 ca tử vong, tăng lần lượt 26.764 và 613 ca trong 24 giờ qua. (vnExpress)
  - Bác sĩ Anthony S. Fauci - Giám đốc Viện dị ứng và bệnh nhiễm quốc gia Mỹ, khẳng định nước Mỹ vẫn đang trong 'làn sóng thứ nhất' của dịch bệnh COVID-19 chứ chưa bước sang làn sóng thứ hai. (Tuổi Trẻ)

## Thứ 7 ngày 20
- Nữ sinh viên Phuc Bui Diem Nguyen phản đối sau khi bị giảng viên ép đổi sang tên tiếng Anh vì đọc nghe như  F**k Boy. Trường cao đẳng Laney của cô đã xử lý vụ việc.  (Tuổi Trẻ)
- Tập đoàn dầu khí Repsol của Tây Ba Nha đã ký thỏa thuận với PetroVietnam để chuyển nhượng cổ phần tại ba lô thăm dò dầu khí thuộc vùng đặc quyền kinh tế VN - vốn không hoạt động được từ ba năm nay do sức ép từ Trung Quốc, trong đó có dự án Cá Rồng Đỏ. (BBC)
- Bầu cử tổng thống Hoa Kỳ 2020
  - Tòa án Tối cao Oklahoma bác bỏ đề nghị ngăn Trump tổ chức cuộc vận động tranh cử ở thành phố Tulsa, bị cho là không giữ những quy tắc cách biệt cộng đồng nhằm phòng chống Covid-19, cho phép sự kiện diễn ra vào cuối tuần này. (vnExpress),  (BBC)
- Công đoàn cảnh sát Seattle bị Hội đồng Lao động Hạt King, nhóm công đoàn lớn nhất  Seattle, loại khỏi tổ chức do không giải quyết được nạn phân biệt chủng tộc trong nội bộ.  (vnExpress),  (PBS)
- Cái chết của George Floyd
  - Hội đồng Nhân quyền Liên Hợp Quốc nhất trí thông qua nghị quyết lên án phân biệt đối xử và bạo lực cho điều tra cái chết của người da màu Mỹ George Floyd. (vnExpress), (RND)
- Anh, Pháp, Đức và Ý đang bắt tay với Mỹ trong kế hoạch cải tổ Tổ chức Y tế thế giới (WHO) với niềm tin rằng nếu có thể kéo tổ chức này ra xa Trung Quốc, Mỹ có thể suy nghĩ lại việc đoạn tuyệt với WHO và tiếp tục bơm tiền tài trợ. (Tuổi Trẻ)
- Đại dịch COVID-19
  - Bộ trưởng Y tế Zimbabwe  Obadiah Moyo bị bắt giữ do liên quan đến hợp đồng trị giá 60 triệu USD cung cấp trang thiết bị phòng chống đại dịch COVID-19 ở nước này. (Tuổi Trẻ)
- Giao tranh Trung Quốc–Ấn Độ 2020
  - Dư luận Ấn Độ kêu gọi tẩy chay hàng Trung Quốc trong khi chính phủ Ấn Độ cam kết sẽ có chính sách ngăn chặn đầu tư và tăng thuế nhập khẩu với hàng Trung Quốc sau xung đột quân sự tại biên giới hai nước ở dãy Himalaya làm 20 binh sĩ Ấn Độ thiệt mạng và 76 người khác bị thương.  (Tuổi Trẻ)

## Chủ nhật ngày 21
- Một thẩm phán của Mỹ từ chối yêu cầu của chính quyền Tổng thống Trump về việc ban lệnh ngăn xuất bản quyển sách của John Bolton. Ông nói đã quá trễ vì hàng trăm ngàn bản sao đã được lan truyền toàn cầu. (Tuổi Trẻ), (ARD)
- Đại dịch COVID-19
  - Mỹ, vùng dịch lớn nhất thế giới, báo cáo 2.328.690 ca nhiễm và 121.953 ca tử vong, tăng lần lượt 31.500 và 546 ca trong 24 giờ qua.  (vnExpress)
- Bầu cử tổng thống Hoa Kỳ, 2020
  - Trump trong cuộc vận động tranh cử tại Tulsa nói, ông đã yêu cầu các quan chức Mỹ giảm tốc độ xét nghiệm vì nó là "dao hai lưỡi" đẩy số ca nhiễm lên cao. ông gọi COVID-19 là "kung flu". Một quan chức Nhà Trắng sau đó cho biết Trump đã nói đùa.  (vnExpress),  (theguardian)

## Thứ 2 ngày 22
- Lần đầu tiên một đại sứ của Hoa Kỳ đến thăm Nghĩa trang Liệt sĩ thành phố Hồ Chí Minh. Trong cùng ngày, Đại sứ Mỹ Kritenbrink cũng thăm nghĩa trang của quân đội Việt Nam Cộng Hòa ở tỉnh Bình Dương, còn có tên là nghĩa trang Bình An. (BBC)
- Một vụ bạo loạn nổ ra đêm 20/6 tại trung tâm thành phố Stuttgart, Đức, hàng trăm người trong giới tiệc tùng đập phá cửa hàng, hôi của, tấn công cảnh sát khi cảnh sát kiểm tra một thiếu niên  bị nghi ngờ vi phạm về ma túy. Hơn 20 người bị bắt, 19 cảnh sát bị thương. (vnExpress), (NZZ), (NTV)
- Lễ hội thịt chó Ngọc Lâm, tỉnh Quảng Tây được tổ chức từ ngày 21/6, kéo dài 10 ngày. Các nhà hoạt động bảo vệ động vật hy vọng năm nay sẽ là lần cuối. (vnExpress)
- Đại dịch COVID-19
  - 1331 ca nhiễm được xác nhận tại nhà máy thuộc hãng sản xuất thịt lớn nhất Đức Tonnies ở Rheda-Wiedenbrück, huyện  Gütersloh, gần thành phố Bielefeld, khiến toàn bộ 6.500 công nhân phải cách ly, nhà máy cũng đóng cửa 14 ngày. (vnExpress), (ARD)

## Thứ 3 ngày 23
- Sau khi bị bộ chính trị kỷ luật cảnh cáo, ông Lê Viết Chữ, Bí thư Tỉnh ủy và ông Trần Ngọc Căng, Chủ tịch UBND tỉnh Quảng Ngãi đã gửi đơn xin thôi chức.  (vnExpress)
- Sở Y tế yêu cầu Bệnh viện Giao thông Vận tải dừng dịch vụ chạy thận, 50 bệnh nhân được chuyển đi nơi khác. Sự việc trên diễn ra là do 32 y bác sĩ ở 5 trong 6 khoa rời bệnh viện. Họ đã nộp đơn nghỉ việc từ hôm 19/6 với lý do không nhận được lương và phụ cấp nhiều tháng nay. (vnExpress)
- Tình báo Mỹ cho rằng tướng Trung Quốc Triệu Tông Kỳ đã ra lệnh cho các binh sĩ thuộc quyền tấn công lính Ấn Độ ở thung lũng Galwan hồi tuần trước nhằm "dạy cho nước này một bài học", dẫn tới vụ ẩu đả đẫm máu giữa quân đội hai nước, khiến ít nhất 20 binh sĩ Ấn Độ thiệt mạng và làm gia tăng đáng kể căng thẳng song phương.  (vnExpress)
- Châu Âu đang đòi hỏi nhiều từ giới lãnh đạo Trung Quốc tại hội nghị thượng đỉnh về thương mại, bảo vệ khí hậu, Hồng Kông. Nhưng Trung Quốc thậm chí còn tăng áp lực với các kế hoạch bao cấp cho nền kinh tế của mình. (handelsblatt)
- Bộ Ngoại giao Trung Quốc bác bỏ các cảnh báo của Liên minh châu Âu về luật an ninh Hong Kong, khẳng định đây là "vấn đề nội bộ". (vnExpress)
- Lục quân Nhật sẽ được trang bị súng Howa Type 20 có thể chống ăn mòn tốt hơn và hoạt động ổn định dù bị nước hoặc cát bụi xâm nhập. Đây là mẫu súng trường tấn công được thiết kế chuyên dùng cho các chiến dịch đổ bộ. (vnExpress)
- Tổng thống Ukraine Volodymyr Zelensky hứa đền tiền cho quán cà phê bị phạt do vi phạm lệnh phong tỏa khi phục vụ ông và đoàn tùy tùng. (vnExpress)
- Thủ tướng Justin Trudeau nói việc Trung Quốc bắt và truy tố hai công dân Canada với cáo buộc gián điệp là tùy tiện và vì mục đích chính trị. (vnExpress)
- Đại dịch COVID-19
  - Chính quyền thành phố Daegu, Hàn Quốc đệ đơn kiện giáo phái Tân Thiên Địa và giáo chủ Lee Man-he vì cản trở kiểm dịch, gây lây nhiễm hàng loạt và yêu cầu bồi thường hơn 82 triệu USD. (vnExpress)
  - Thủ hiến Nordrhein-Westfalen ban hành lệnh phong tỏa cho huyện Gütersloh đến ngày 30 tháng 6, sau khi 1500 công nhân hãng sản xuất thịt Tonnies thử nghiệm dương tính. (Spiegel)

## Thứ 4 ngày 24
- Facebook cải thiện ứng dụng Instagram với chức năng Reels mà cho phép tải lên video dài 15 giây để cạnh tranh với TikTok.  (Spiegel)
- 60 nhân viên bưu điện tại Schweinfurt, Đức phải di tản, 12  phải chăm sóc y tế vì buồn nôn, 6 trong số đó phải chở tới bịnh viện vì 1 một bưu kiện với 4 trái sầu riêng. Trên 20 chiếc xe cảnh sát, cứu thương và cứu hỏa được điều hành tới.  (Tuổi Trẻ),  (BR) Lưu trữ ngày 24 tháng 6 năm 2020 tại Wayback Machine
- Bộ trưởng Bộ Nội vụ Đức Horst Seehofer (CSU) cấm nhóm cực hữu Nordadler hoạt động, cho biết họ có chừng hàng chục thành viên và theo đuổi chủ thuyết Tân Quốc xã. 7 người cầm đầu đã bị xét nhà, (ZDF)
- Luật sư Nguyễn Văn Đài cho là 3 công an chết trong vụ án Đồng Tâm vi phạm luật vì "...đột kích vào nhà mà không có lệnh và không có giấy tờ của bất kỳ cơ quan có thẩm quyền nào...". (RFA)
- Lý Hiển Dương gia nhập đảng đối lập, đảng Tiến bộ Singapore (PSP), sau khi anh trai, Thủ tướng Lý Hiển Long, tuyên bố giải tán quốc hội để mở đường cho tổng tuyển cử sớm vào ngày 10/7. (vnExpress)
- Khoảng 200 bức tượng của nhà lãnh đạo độc đoán Tưởng Giới Thạch  bị dời khỏi nơi công cộng. Hãnh diện với chế độ dân chủ hiện nay, nhiều người dân Đài Loan chỉ trích việc ông đã bỏ tù và sát hại các đối thủ. (RFI)
- Mạng xã hội Twitter cho ẩn thêm một tweet của ông Donald Trump, trong đó tổng thống Mỹ đe dọa sẽ « sử dụng vũ lực cần thiết » nếu người biểu tình mưu toan thiết lập một « khu tự trị » ở Washington. (RFI)
- Tổng thống Nicolas Maduro và lãnh đạo đối lập Juan Guaidó bắt đầu cuộc chiến pháp lý nhằm sở hữu kho vàng một tỷ USD đang cất giữ ở Anh. (vnExpress)
- Bầu cử tổng thống Hoa Kỳ 2020
  - Chiến dịch của ứng viên Dân chủ Joe Biden thông báo ông chấp nhận 3 cuộc tranh  dự kiến vào các ngày 29/9, 15/10 và 22/10, từ chối đề nghị của đối thủ Cộng hòa Donald Trump về trận "so găng" thứ 4. (vietnamnet), (forbes)
  - Hàng chục cựu quan chức an ninh quốc gia thuộc đảng Cộng hòa thành lập một nhóm ủng hộ ứng viên tổng thống đảng Dân chủ Biden. Họ lập luận 4 năm nắm quyền tiếp theo của Tổng thống Trump sẽ gây nguy hiểm tới an ninh quốc gia Mỹ và các cử tri đảng Cộng hòa nên xem Biden là lựa chọn tốt hơn bất chấp khác biệt chính sách. (vnExpress), (thehill)
  - Cựu tổng thống Barack Obama thu hút lượng lớn khán giả tham gia buổi gây quỹ trực tuyến được 11 triệu USD hỗ trợ ứng viên tổng thống đảng Dân chủ Joe Biden. Khoảng 7,6 triệu USD trong số này được quyên từ 175.000 nhà tài trợ cấp cơ sở. (vnExpress)
- Biểu tình George Floyd
  - Các ủy viên hội đồng thành phố Charleston, Nam Carolina nhất trí dỡ tượng cựu phó tổng thống Mỹ John C. Calhoun, phó tổng thống Mỹ thứ bảy,  người ủng hộ chế độ nô lệ, khỏi quảng trường trung tâm. (vnExpress)
- Đại dịch COVID-19
  - Brazil báo cáo thêm 34.558 ca nhiễm và 1.242 ca tử vong, nâng tổng số lên lần lượt 1.145.906 và 52.649. (vnExpress)
  - Thẩm phán liên bang Renato Borelli ngày 23/6 đưa ra phán quyết rằng Tổng thống Jair Bolsonaro sẽ phải đối mặt với án phạt 387 USD một ngày nếu ông tiếp tục không đeo khẩu trang tại nơi công cộng tại Brazil, nơi hiện là vùng dịch lớn thứ hai thế giới. (vnExpress)
  - Số bệnh nhân nhập viện vì Covid-19 đang gia tăng ở 14 bang của Mỹ, nhưng đạt  mức cao nhất từ khi Covid-19 bắt đầu ở các bang Arizona, Arkansas, California, Bắc Carolina, Nam Carolina, Tennessee và Texas. (vnExpress)
  - Mỹ, vùng dịch lớn nhất thế giới, báo cáo 2.422.671 ca nhiễm và 123.463 ca tử vong, tăng lần lượt 36.144 và 868 ca trong 24 giờ. (vnExpress)
  - Trong 5 tháng đầu năm nay, hơn 26.000 doanh nghiệp trong số 760.000 ở Việt Nam đăng ký "tạm dừng" kinh doanh. Các doanh nghiệp chịu thiệt hại rất nặng nề từ dịch Covid, đặc biệt là các lĩnh vực như vận tải hành khách, nhà hàng, khách sạn... (VOA)

## Thứ 5 ngày 25
- Ngân hàng Thế giới (WB) công bố cấm vận 7 năm Công ty Công nghệ Sao Bắc Đẩu (SBD) có trụ sở tại Việt Nam, liên quan đến các hoạt động lừa đảo và gian lận trong Dự án Phát triển giao thông đô thị Hà Nội và Dự án Phát triển bền vững thành phố Đà Nẵng. (BBC)
- Mỹ xác định các công ty hàng đầu Trung Quốc hoạt động tại Mỹ do Quân Giải phóng Nhân dân Trung Quốc (PLA) sở hữu hay kiểm soát, bao gồm tập đoàn viễn thông Huawei, công ty giám sát công nghệ video Hikvision, Tập đoàn Viễn thông di động Trung Quốc (China Mobile), tập đoàn China Telecom, Tập đoàn Công nghiệp hàng không Trung Quốc (AVIC). (vnExpress),  (reuters)
- 262 trong tổng số 860 phi công Pakistan thuê người thi lấy bằng và không đủ khả năng điều khiển máy bay, theo Bộ trưởng Hàng không Dân dụng nước này. (vnExpress), (theguardian)
- Sau hơn một năm đàm phán, Bayer AG, công ty mẹ, của Monsanto đã đồng ý chi 10,9 tỉ USD để giải quyết gần 100.000 đơn kiện ở Mỹ cho rằng thuốc diệt cỏ Roundup gây ung thư. (Tuổi Trẻ)
- Ba nghi can người da trắng bị truy tố về tội giết người với ác tâm, giết người cấp nặng, và giam giữ người trái phép, vì họ đã giết người da đen, Ahmaud Arbery, 25 tuổi,  ở Georgia hồi tháng Hai, khi anh này đi chạy bộ. (Nguoi-Viet), (theguardian)
- Đại dịch COVID-19
  - "Remdesivir là loại thuốc đầu tiên chống COVID-19 được khuyến nghị cấp phép tại EU (Liên minh châu Âu)", EMA tuyên bố và nói thêm rằng khuyến nghị này vẫn cần được Ủy ban châu Âu (EC) thông qua.  (Tuổi Trẻ)

## Thứ 6 ngày 26
- Thủ tướng Pakistan Imran Khan đối mặt làn sóng chỉ trích dữ dội sau khi cho rằng trùm khủng bố Osama bin Laden đã "tử vì đạo". (vnExpress), (dw)
- Thượng viện Mỹ đã thông qua dự luật mang tên "Đạo luật tự trị Hong Kong", bắt buộc chính phủ phải trừng phạt bất kỳ cá nhân, tổ chức nào được xác định làm suy yếu mức độ tự trị của Hong Kong. (Tuổi Trẻ), (cnn)
- Nhóm USUSPF, đại diện cho nhiều tập đoàn Mỹ yêu cầu phía Ấn Độ « làm sáng tỏ » về việc đang giữ lại nhiều lô hàng của Trung Quốc trên đường được chuyển qua Hoa Kỳ bằng đường biển và đường hàng không.  (RFI), (reuters) Lưu trữ ngày 27 tháng 6 năm 2020 tại Wayback Machine
- Singapore thông báo Nokia và Ericsson của châu Âu là « những nhà cung cấp chính » để xây dựng mạng 5G trên toàn lãnh thổ, từ nay cho tới năm 2025.  (RFI)
- Tổng thống Kosovo  Hashim Thaci bị  Văn phòng Công tố viên đặc biệt (SPO) ở The Hague truy tố vì tội ác chiến tranh trong cuộc xung đột cuối những năm 1990, bao gồm gần 100 vụ giết người và tra tấn. (BBC)

## Thứ 7 ngày 27
- Hoa Vi
  - Tập đoàn viễn thông Huawei cho biết đã nhận được sự chấp thuận của Anh để xây dựng một trung tâm nghiên cứu và phát triển (R&D) 1 tỷ bảng Anh (1,2 tỷ USD) ở gần Cambridge, miền Đông nước Anh. (viettimes), (bloomberg)
  - Cựu thủ tướng Anh Tony Blair tuyên bố nước Anh cuối cùng sẽ phải đứng về phía Mỹ trong quyết định cho phép Hãng công nghệ Huawei của Trung Quốc tham gia vào hệ thống 5G của Anh.  (Tuổi Trẻ)
  - Ông Keith Krach, thứ trưởng ngoại giao Mỹ, cho biết đang có một làn sóng từ bỏ các thiết bị viễn thông Huawei trên toàn cầu, bởi "người dân các nước đã thức tỉnh trước nguy cơ bị Đảng Cộng sản Trung Quốc (ĐCSTQ) theo dõi". (Tuổi Trẻ)
- Cảnh sát bang Queensland xác nhận đang điều tra ông Xu Jie, Tổng lãnh sự Trung Quốc tại thành phố Brisbane. Ông bị cáo buộc đã kích động bạo lực nhắm vào một sinh viên Úc ủng hộ biểu tình Hong Kong. (Tuổi Trẻ)

## Chủ nhật ngày 28
- Chính quyền Côn Đảo chuẩn bị chặt hạ 16.500 m2  rừng cây dầu (tên khoa học Dipterocarpus condoriensis) tự nhiên rộng 26.000 m2 có chức năng phòng hộ để xây khu tái định cư với 102 lô đất. (vnExpress)
- Cơ quan Hàng không Dân dụng Pakistan sa thải 5 quan chức cấp cao sau khi Pakistan phát hiện 262 trong số 860 phi công nước này gian lận bằng cấp. (vnExpress)
- Đại dịch COVID-19
  - Phó tổng thống Mỹ Mike Pence đã hoãn các cuộc vận động tranh cử tại các bang Arizona và Florida vào tuần sau trong bối cảnh 5 bang của Mỹ ghi nhận số ca mắc COVID-19 cao kỷ lục trong ngày 27-6. (Tuổi Trẻ)
  - Mỹ ngày 26/6 ghi nhận thêm 45.242 ca nhiễm nCoV, mức tăng hàng ngày cao nhất trong đại dịch, theo thống kê của Reuters, nâng tổng số ca nhiễm ở nước này vượt 2,5 triệu, trong đó hơn 127.000 người tử vong, tiếp tục là vùng dịch lớn nhất và chết chóc nhất thế giới. (vnExpress)
  - Bộ Y tế Ấn Độ ngày 27-6 cho biết nước này ghi nhận số ca COVID-19 kỷ lục với hơn 17.000 ca mới trong vòng 24 giờ qua, nâng tổng số người nhiễm virus corona lên hơn 500.000 người. (Tuổi Trẻ)
- Lãnh đạo quần đảo Natuna, Indonesia, kêu gọi các nước phương Tây đầu tư nhưng tuyên bố từ chối hành động tương tự từ Trung Quốc. (vnExpress)

## Thứ 2 ngày 29
- Nhóm nhạc rock Anh Quốc Rolling Stones dọa kiện tổng thống Mỹ nếu ông tiếp tục sử dụng ca khúc "You Can't Always Get What You Want" của ban nhạc này trong chiến dịch tranh cử. (RFI)
- Chính quyền Trump đã đệ đơn lên Tòa Tối cao nhằm « khai tử » chương trình bảo hiểm y tế, mà nhờ đó hiện giờ gần 20 triệu người Mỹ có điều kiện được hưởng bảo hiểm về y tế. (RFI)
- 70 giáo sư, chuyên gia luật của Trường Luật Đại học George Washington, trường cũ của Tổng chưởng lý William Barr, đã đưa ra một lá thư dài sáu trang trong tuần trước lên án hành vi của ông,  làm suy yếu hệ thống pháp luật, làm tổn hại niềm tin của công chúng vào pháp luật. (Forbes)
- Công tố viên thủ đô Tehran Ali Alqasimehr phát lệnh truy nã Tổng thống Donald Trump cùng 35 quan chức Mỹ với cáo buộc giết người và hoạt động khủng bố. Ông cũng kêu gọi Interpol phát lệnh truy nã đỏ với Trump và những người bị Tehran cáo buộc tham gia hạ sát tướng Qasem Soleimani. (vnExpress)
- Với tỷ lệ 37 phiếu thuận và 14 phiếu chống, thượng viện Mississippi hôm 28/6 đã bỏ phiếu thông qua nghị quyết nhằm loại bỏ biểu tượng Liên minh miền Nam khỏi cờ của bang này. Trước đó cùng ngày, hạ viện bang đã thông qua với 91 phiếu thuận, 23 phiếu chống. (vnExpress)
- Cựu thủ tướng Pháp Francois Fillon bị kết án 5 năm tù vì biển thủ công quỹ, vợ ông cũng chịu án 3 năm tù treo. (vnExpress)
- Đại dịch COVID-19
  - Brazil  ghi nhận với gần 260.000 ca nhiễm mới nCoV chỉ trong 7 ngày qua, tuần có nhiều người nhiễm nhất. Đây cũng là tuần chết chóc nhiều thứ hai tại nước này kể từ khi bùng dịch, với 7.005 người chết trong 7 ngày, thấp hơn mức kỷ lục 7.285 ca tử vong tuần trước. (vnExpress)

## Thứ 3 ngày 30
- Luật an ninh quốc gia Hồng Kông
  - 162 thành viên Ủy ban Thường vụ Quốc hội Trung Quốc (NPC) nhất trí thông qua dự luật an ninh Hong Kong, dự kiến áp dụng hình phạt tối đa là tù chung thân, có hiệu lực từ 1/7, ngày kỷ niệm 23 năm Hong Kong được Anh trao trả cho Trung Quốc. (vnExpress)
  - Chính quyền Trung Quốc  nói sẽ có biện pháp giới hạn visa nhắm vào các cá nhân công dân Mỹ vì có "hành động tệ hại" trong các vấn đề liên hệ tới Hồng Kông,  đáp trả các biện pháp tương tự mà phía Mỹ đưa ra nhắm vào giới chức Trung Quốc bị coi là có liên hệ tới việc đàn áp tự do dân chủ ở thành phố Hồng Kông. (Người Việt)
  - Phong trào chính trị Demosisto của nhà hoạt động Hong Kong Hoàng Chi Phong (Joshua Wong) ngày 30-6 tuyên bố giải tán sau khi Bắc Kinh thông qua luật an ninh quốc gia Hồng Kông mà dự kiến sẽ có hiệu lực từ ngày 1 tháng 7. (Tuổi Trẻ)
  - Chiều 30-6, Chủ tịch Trung Quốc Tập Cận Bình ký thông qua Luật an ninh quốc gia áp đặt lên Hong Kong, Tuy giải tán Đảng, cả Hoàng Chi Phong và Nathan Law đều tuyên bố sẽ không rời khỏi Hong Kong và tiếp tục ý định ra tranh cử nghị sĩ trong cuộc bầu cử tháng 9 tới. (Tuổi Trẻ)
- Trung Quốc tuyên bố khu bảo tồn động vật hoang dã Sakteng của Bhutan là vùng lãnh thổ tranh chấp, khiến các chuyên gia quốc tế bị sốc.  (vnExpress)
- Maduro tuyên bố trưởng phái đoàn Liên minh châu Âu tại Caracas, bà Isabel Brilhante Pedrosa, phải rời Venezuela trong 72 giờ để trả đũa lệnh trừng phạt của EU. (vnExpress)
- Ấn Độ cấm 59 ứng dụng di động chủ yếu là của Trung Quốc, bao gồm Tik Tok, WeChat, trình duyệt web UC Browser, vì lý do an ninh quốc gia, trong bối cảnh hai nước căng thẳng về vấn đề biên giới. (Tuổi Trẻ)
- Thủ tướng Pakistan khẳng định Ấn Độ đứng sau vụ xả súng đẫm máu vào sàn giao dịch chứng khoán khiến 10 người chết ở Karachi hôm 29/6. (vnExpress)
- Cơ quan An toàn hàng không Liên minh châu Âu (EASA) đình chỉ hãng bay Pakistan International Airlines (PIA) ở khu vực châu Âu trong 6 tháng sau khi hãng bay này cho thôi việc gần một phần ba phi công vì bê bối dùng bằng giả và thi hộ.  (Tuổi Trẻ)
- Đại dịch COVID-19
  - Bộ Quốc phòng Mỹ vừa ra lệnh các quân nhân không được đi đến ba tiểu bang: California, Florida, và Michigan vì tình trạng lây bệnh COVID-19 tăng đều liên tục. (Người Việt)